# Friedhelm Moser
Friedhelm Moser (* 30. September 1954 in Garze (Bleckede); † 5. Juni 1999 in Oldenburg (Oldb)) war ein deutscher Gymnasiallehrer und Schriftsteller.

## Leben und Werk
Moser besuchte das Gymnasium Johanneum in Lüneburg, an dem er 1973 das Abitur im altsprachlichen Zweig ablegte. Nach dem Studium der Altphilologie und der Philosophie für das Lehramt unterrichtete er am Alten Gymnasium in Oldenburg (Oldb). Nach dreizehn Jahren im Schuldienst ließ er sich beurlauben, um sich ganz auf die Schriftstellerei konzentrieren zu können.
Seine schriftstellerische Tätigkeit begann mit kurzen Krimis, von denen etwa 150 in verschiedenen Zeitschriften veröffentlicht wurden. Es folgten satirische Schriften zu verschiedenen Themen, auch zur Philosophie. Sein wichtigstes Werk ist das erst posthum veröffentlichte Buch „Kleine Philosophie für Nichtphilosophen“, dessen fünfte Auflage 2019 erschien. Es wurde auch in niederländischer (2001), italienischer (2002), spanischer (2003), tschechischer (2005) und chinesischer (2005) Sprache veröffentlicht.

## Ausgewählte Schriften
- Friedhelm Moser: Bammel vorm (Nicht-)Rauchen? München: Tomus, 1993.
- Friedhelm Moser: Der philosophische Flohmarkt - kleines Lexikon der Philosophie. Frankfurt am Main: Eichborn, 1995.
- Friedhelm Moser: Jim Knopf und die sieben Weisen - eine philosophische Einführung in den lummerländischen Lokomotivismus. Frankfurt am Main: Eichborn, 1996.
- Friedhelm Moser: „Alles am Weibe ist ein Rätsel ...“ - der philosophische Blick auf die Frau. Frankfurt am Main: Eichborn, 1998.
- Friedhelm Moser: Kleine Philosophie für Nichtphilosophen. München: Beck, 2000.